# 依田信政
依田 信政（よだ のぶまさ）は、安土桃山時代から江戸時代前期の武将、旗本。

## 略歴
信濃国佐久郡芦田を根拠地とした依田氏の一族で、依田信幸の次男。依田氏は天正10年（1582年）3月の織田信長の武田征伐により、主家の武田氏が滅ぶと、伯父で惣領の依田信蕃を始めとして徳川家康に臣従した。
天正13年（1585年）上田合戦では大久保忠世麾下として活躍。翌年よりは兄信守とともに信蕃の子で自らの従兄にあたる依田康国に従い、天正18年（1590年）の南佐久の反乱平定に従う。同年、小田原征伐では康国の属した上野国平定軍に従い、松井田城や西牧城の攻略に戦功があった。続いて石倉城攻略に参加するが、康国は総社の本陣において刃傷沙汰にあって横死する。事件当時、康国に同席していた信政は小林左馬允と闘ってこれを討った。その後は康国の跡を継いだ依田康勝に従い、上野国緑野郡藤岡に移る。慶長5年（1600年）康勝は刃傷沙汰を起こして出奔するが、信政は信守らとともに引き続き藤岡にあり、却って武蔵国榛沢郡内に加増を受けて2000石を領した。同年の関ヶ原の戦いでは兄とともに上田合戦に従軍して武功を立て、戦後は兄とともに上田城番となる。
慶長9年（1604年）兄信守が上田において病死し、その家督を継ぐ。大坂の陣には本多正信麾下として従軍。寛永8年（1631年）与力5人同心30人を預けられる。寛永10年（1633年）甲斐国山梨郡に500石を加増され、2500石となる。万治元年（1658年）家督を信守の遺児で甥にあたる信重に譲り、隠居領400石を与えられる。寛文2年（1662年）93歳で死去。